# أياكس أمستردام موسم 2004–05
كان موسم 2004–05 هو الموسم الـ105 لنادي أياكس والموسم الـ49 على التوالي للنادي في الدوري الهولندي.